# 新大陸豪豬
新大陸豪豬，即美洲豪豬科（學名：Erethizontidae），是大型的樹上齧齒動物，在身體上有刺覆蓋。牠們棲息在北美洲至南美洲北部的森林及林木地區。雖然新大陸豪豬及舊大陸豪豬都同屬豪豬下目，但牠們之間有很大分別，且不是近親。

## 特徵
新大陸豪豬是肥壯的動物，頭圓鈍，吻能隨意移動，身上披有圓柱或扁平狀的厚刺。刺與身上的長毛混雜在一起。新大陸豪豬的體型可以小至卷尾豪豬屬的30厘米長及900克重，大至北美豪豬的86厘米長及18公斤重。
新大陸豪豬與舊大陸豪豬的分別，是牠們有根的臼齒、完整的鎖骨及上唇、腳掌呈瘤狀、前肢趾沒有腳印及有四個乳頭。
新大陸豪豬未必一定是夜間活動的，有些會完全生活在樹上，而另一些則在地上築巢。牠們長而有力的捲纏尾可以在樹上提供平衡。牠們的食物主要有樹皮、樹葉及松柏類的葉，且包括樹根、莖、草莓、生果、種子、果仁、草及花。一些物種更會吃昆蟲及細小的爬行動物。牠們的牙齒與舊大陸豪豬相似。
新大陸豪豬一般只會誕下一胎，妊娠期視乎物種而定，可達至210日。幼體出生時已可獨立，出生後數天已能夠攀樹。

## 物種
新大陸豪豬主要分為三類。第一類是北美豪豬，身體肥壯，毛髮較長，可以遮蔽其刺，前肢及後肢分別有四趾及五趾，尾巴較短。牠們是加拿大及美國的原生動物。
第二類是樹豪豬，包括卷尾豪豬屬、樹豪豬屬及亞瑪遜林豪豬屬，共有15個物種。牠們分佈在南美洲的熱帶地區，當中有兩種在墨西哥。牠們較陸上的豪豬較輕巧，刺較短及密集，有多種顏色，尾巴可抓住樹枝。後肢只有四趾，腳掌上有肉墊，能牢牢的抓住樹枝。
細針豪豬屬的頭顱骨有特別的形狀，而牙齒較為複雜。牠們分佈在巴西最熱的區域。基於前臼齒的關係，牠們有時被認為是屬於棘鼠科。

## 分類樹
- 美洲豪豬科
  - 美洲豪豬亞科（Erethizontinae）
    - 北美豪豬（Erethizon dorsatum）
    - Tree porcupines (sometimes united in a single genus Coendou)
      - 卷尾豪豬屬（Coendou） - prehensile-tailed porcupines
        - 雙色卷尾豪豬（Coendou bicolor）
        - Coendou nycthemera
        - Coendou prehensilis
        - Coendou rothschildi

      - 亞瑪遜林豪豬（Echinoprocta rufescens）
      - 樹豪豬屬（Sphiggurus）
        - Sphiggurus ichillus
        - Sphiggurus insidiosus
        - Sphiggurus melanurus
        - 墨西哥樹豪豬（Sphiggurus mexicanus）
        - Sphiggurus pruinosus
        - Sphiggurus roosmalenorum
        - 多刺卷尾豪豬（Sphiggurus spinosus）
        - 衣豪豬（Sphiggurus vestitus）
        - Sphiggurus villosus

  - 剛毛豪豬亞科（Chaetomyinae）
    - 細針豪豬（Chaetomys subspinosus）